# Maison d'Haussy
La maison d'Haussy est une maison construite en 1928 à la demande de l’industriel du textile Pierre d'Haussy, située à Villeneuve-d'Ascq au no 30 de l’avenue de Flandre.

## Description
La maison d'Haussy comporte toutes les caractéristiques d'un hôtel particulier, c'est-à-dire celles d'une demeure urbaine appartenant et occupée à l'origine par un propriétaire unique. .
L'édifice est l’œuvre d’artistes de l'entre-deux-guerres spécialisés dans l'Art déco : l'architecte Roger-Henri Expert, le sculpteur Carlo Sarrabezolles (spécialiste de la taille du béton en prise), le peintre Pierre Ducros de la Haille et les ferronniers Edgar Brandt et Raymond Subes. 
L'édifice, par un style classique qui s'apparente au néo-classicisme du XVIIIe siècle, a été inscrit à l'inventaire des monuments historiques depuis le 13 septembre 2006.